# Mort subite (bière)
Pour les articles homonymes, voir Mort subite.
La Mort subite est une marque de bière belge à fermentation spontanée de type lambic, créée par Théophile Vossen à Bruxelles, et actuellement produite par la brasserie Mort Subite anciennement dénommée brasserie De Keersmaeker située à Kobbeghem (commune d'Asse) dans le Pajottenland.
À la Mort Subite est le nom du café où était brassée originellement la bière. 

## Bières
À partir de mélanges de différents lambics d’âge différents sont fabriqués différents types de bières, tous avec un volume d’alcool maximum de 5,5 %. Aujourd'hui, six variétés sont produites :
- Mort subite Original Gueuze, mûrie en fûts de chêne et refermentée en bouteille, à la couleur cuivrée et au goût aigre-doux et acidulé ;
- Mort subite Original Kriek, lambic dans lequel ont macéré des cerises, mûri en fûts de chêne, à la couleur rouge ;
- Mort subite Natural Oude Gueuze, mélange équilibré d'un vieux (minimum 3 ans) et d'un jeune lambic avec maturation en fûts de chêne, commercialisée en bouteilles de 37,5 cl ;
- Mort subite Xtreme Kriek, au goût très fruité de cerise, titrant 4,3 % vol. d'alcool ;
- Mort subite Xtreme Framboise, au goût très fruité de framboise, titrant 4,3 % vol. d'alcool ;
- Mort subite Witte Lambic, un mélange de lambic jeune et de bière blanche aromatisé aux fruits, titrant 5,5 % vol. d'alcool.

Actuellement, les Mort subite Pêche et Faro ne sont plus produites qu'à petite échelle pour être disponibles dans certains cafés comme le café À la Mort Subite. Les Mort subite Manzana et Cassis ne sont plus produites.
La brasserie est membre du Haut conseil pour lambiques artisanales (HORAL).

## Café

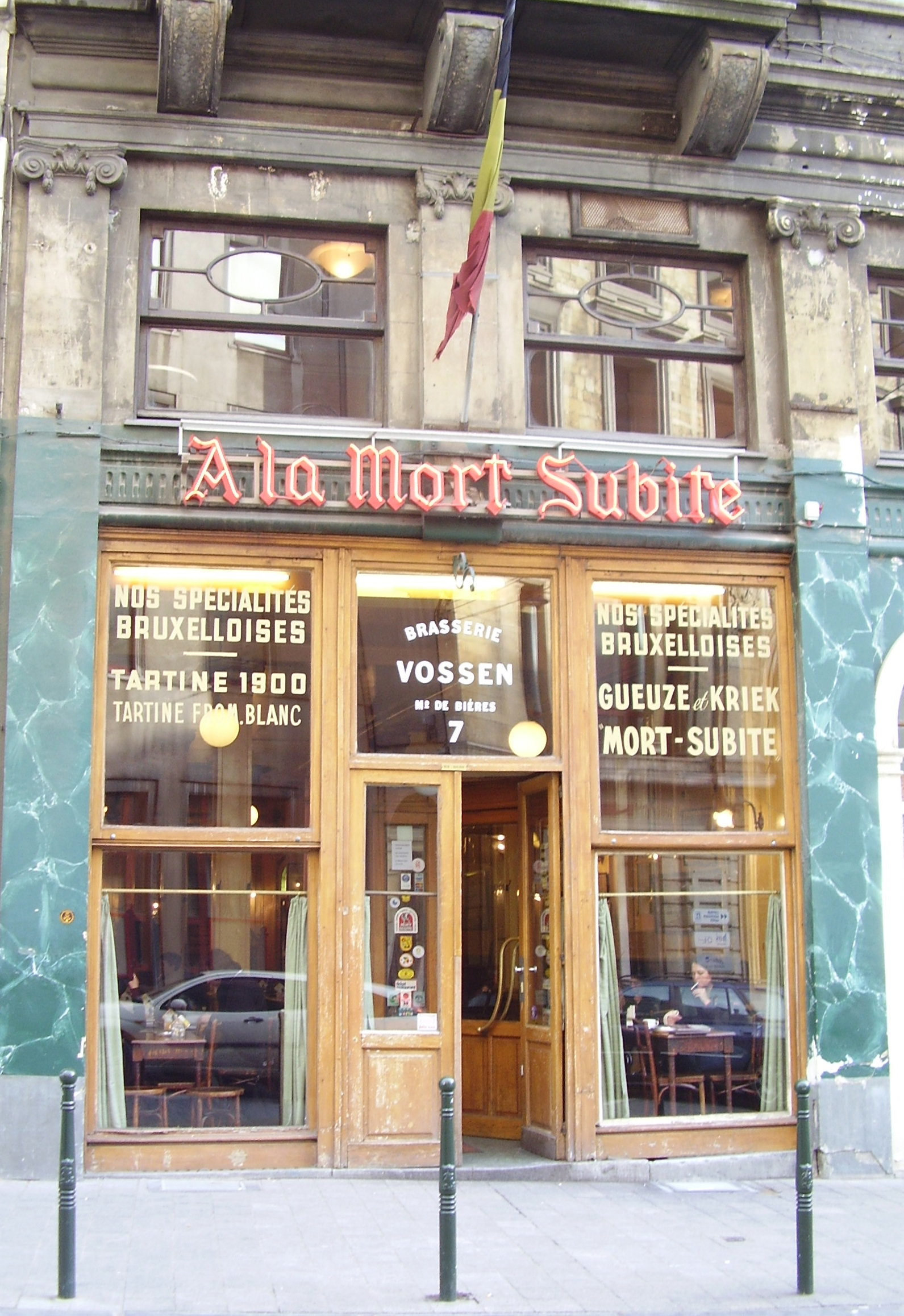
À la Mort Subite, bistrot bruxellois.

À la Mort Subite est un café typiquement bruxellois situé rue Montagne-aux-Herbes Potagères 7 tenu originellement par Théophile Vossen, l'inventeur de la Mort subite. Le bistro est toujours exploité par la famille Vossen.

## Origine du nom
Le nom « Mort subite » provient d’un jeu de dés ou de cartes, le pitjesbak (nl), joué dans un bistrot bruxellois appelé La Cour Royale qui se trouvait à l’angle de la rue de la Montagne et de la rue d'Assaut, exploité au début du XXe siècle par Théophile Vossen. L’établissement fut surnommé « La Mort subite ».
Exproprié pour les travaux de la jonction, l’établissement déménage en 1928 à la rue Montagne aux Herbes Potagères et, à cette occasion, prend officiellement le nom À la Mort Subite. Théophile Vossen appelle ensuite Mort subite la bière (gueuze et kriek) qu’il fabrique depuis 1910. La brasserie Vossen où la Mort subite était fabriquée se trouvait rue des Capucins (près de la rue Haute) à Bruxelles. La brasserie De Keersmaeker reprit la fabrication de la Mort subite dans les années 1960.
La bière s’exporte dans de nombreux pays du monde, grâce entre autres au fait que la brasserie De Keersmaeker a elle-même été reprise par un important groupe brassicole (Alken-Maes). La brasserie De Keersmaeker qui existe depuis 1604 en tant que ferme et depuis 1686 en tant que brasserie où le premier brasseur était Joris Van Der Hasselt fut renommée par la suite brasserie Mort-Subite, ce qui explique la date sur les bouteilles.